# Ernő Kolczonay
Ernő Kolczonay (n. 15 mai 1953, Budapesta – d. 4 octombrie 2009) a fost un scrimer maghiar, care a luat parte de trei ori la Jocurile Olimpice și a câștigat două medalii.
Kolczonay a început să practice scrima din anul 1964 în cadrul clubului sportiv Honvéd Budapesta, din 1969 va face parte din echipa școlii și clubului de scrimă Fless. De la mijlocul anilor 1970 și prima parte a anului 1990 va fi printre atleții cei mai buni internaționali la floretă și spadă. Astfel echipa Ungariei din care făcea Kolczonay câștigă la Campionatul Mondial din 1974 de la Grenoble, o medalie. Prima și unica medalie de aur câștigată de Kolczonay a fost la Campionatul Mondial din 1978 de la Hamburg. Anul următor câștigă medalia de argint împreună cu echipa națională de scrimă a Ungariei, la Campionatul Mondial de la Melbourne. În anul 1980 la Jocurile Olimpice de la Moscova, Kolczonay a fost învins de suedezul Johan Harmenberg.

## Biografie
Ernő Kolczonay s-a născut pe 15 mai 1953, în orașul Veszprém, Ungaria. A descoperit scrima în adolescență și a fost atras de proba de spadă. Kolczonay a reușit să se remarce rapid în rândul tinerilor sportivi maghiari. A urmat o pregătire riguroasă în cadrul cluburilor de elită din Ungaria.
Viața sa personală a fost strâns legată de sport: a fost căsătorit și a avut copii, dintre care unul a urmat, de asemenea, o carieră sportivă. Deși discret în aparițiile publice, colegii și elevii săi l-au descris ca pe un om pasionat, calm și extrem de dedicat meseriei sale.

## Cariera
Kolczonay a debutat pe scena internațională în anii ’70 și a reprezentat Ungaria la trei ediții consecutive ale Jocurilor Olimpice: Montreal 1976, Moscova 1980 și Los Angeles 1984. La Olimpiada de la Moscova, a obținut medalia de argint la spadă individual, fiind învins doar în finală de reprezentantul Uniunii Sovietice. Această performanță a fost una dintre cele mai notabile din cariera sa și a consolidat statutul său de lider al echipei maghiare de scrimă. În 1988, la Jocurile Olimpice de la Seul, deși nu a mai concurat individual, a făcut parte din echipa națională de spadă care a obținut argintul olimpic în proba pe echipe. În total, a câștigat două medalii olimpice de argint. A participat și la Campionatele Mondiale de Scrimă, unde a obținut mai multe medalii, inclusiv titluri mondiale alături de echipa Ungariei.
După retragerea din activitatea competițională, Kolczonay a devenit antrenor, activând atât în Ungaria, cât și în Kuweit, unde a contribuit la formarea sportivilor locali. A fost recunoscut pentru abilitățile pedagogice și pentru capacitatea de a motiva sportivii. Printre elevii săi s-au numărat campioni naționali și internaționali, iar influența sa s-a extins dincolo de sală, contribuind la popularizarea scrimei ca disciplină educațională.

## Distincții obținute

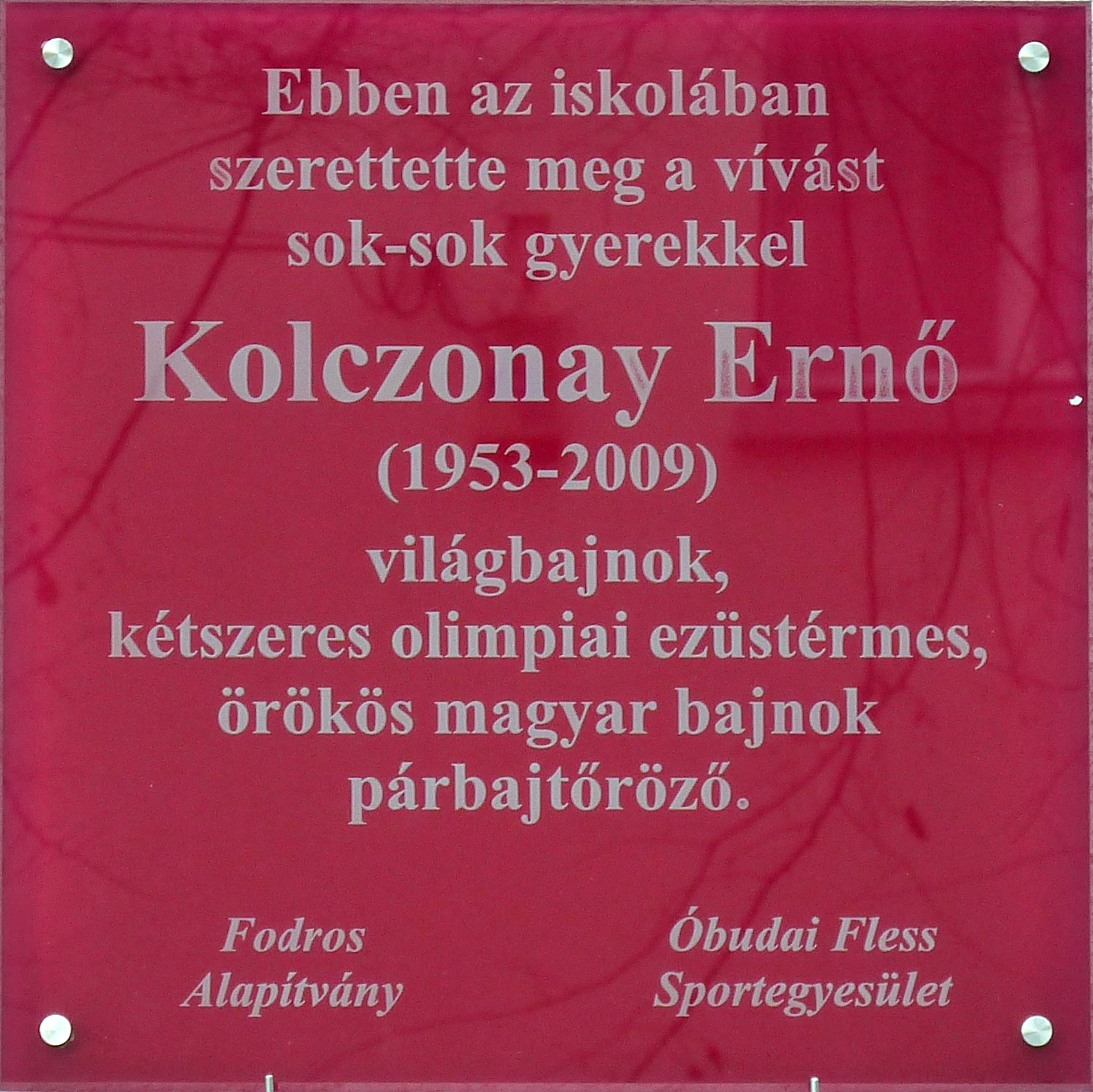
Placă comemorativă a lui Ernő Kolczonay

Ernő Kolczonay a fost decorat de statul maghiar cu titlul de Maestru Emerit al Sportului și a fost inclus în Galeria Onoarei Sportului Maghiar. De asemenea, a primit numeroase premii din partea Federației Maghiare de Scrimă pentru meritele sale ca sportiv și antrenor.
După moartea sa, survenită pe 3 octombrie 2009, la vârsta de 56 de ani, comunitatea sportivă din Ungaria i-a adus un omagiu emoționant. Mai multe competiții de juniori și cadeti poartă numele său în semn de respect și recunoaștere. Moartea sa prematură, în urma unei boli grave, a lăsat un gol important în lumea scrimei maghiare.